# Lukas Drijber
Lukas Drijber (Veenhuizen, 20 september 1832 - Vries, 30 november 1875) was een Nederlandse burgemeester.

## Familie
Drijber werd geboren in Veenhuizen, waar zijn vader Sikke Berends Drijber onderdirecteur was van de Maatschappij van Weldadigheid. Hij trouwde in 1856 met domineesdochter Catharina Jacoba de Jonge (1822-1905). Uit dit huwelijk onder anderen de zoons Koos Drijber en Sipko Drijber. 

## Loopbaan
Drijber was landbouwer in Nijensleek en later (1862) net als zijn vader onderdirecteur in Veenhuizen. In 1869 werd hij burgemeester van Vries. Hij overleed een aantal jaren later op 43-jarige leeftijd.